# Bolsa de Valores da Colômbia
A Bolsa de Valores da Colômbia é uma bolsa de valores localizada na cidade de Bogotá, capital colombiana.
Anteriormente, operavam três bolsas independentes no país: Bolsa de Bogotá (1928), Bolsa de Medellín (1961) e Bolsa de Occidente (Cali, 1983), que entraram em processo de fusão para criar a BVC. Tem escritórios em Bogotá, Medellín, Cali, Barranquilla e Bucaramanga.

## Relacionados
- S&P 40 América Latina